# Leptotarsus spinastylus
Leptotarsus spinastylus är en tvåvingeart som beskrevs av Hynes 1993. Leptotarsus spinastylus ingår i släktet Leptotarsus och familjen storharkrankar. Inga underarter finns listade i Catalogue of Life.